# Ochotona roylei
La pica de Royle (Ochotona roylei») es una especie de mamífero de la familia Ochotonidae.

## Distribución geográfica
Se encuentra en la China, India, Nepal y Pakistán.